# Адран
Адран (лат. Hadranus або Hatranus, грец. Αδρανός або ‛Αδρανός) — у римській міфології божество сікулів, якого почитали в Сицилії.
Його вважали богом вулканічних явищ, супротивником Вулкана. Його храм на Етні охороняли тисячі собак, переважно мастифів, які були здатні розмовляти і супроводжувати п'яних та запобігати крадіжкам у тих, хто приходили до храму. Деякі автори вважали, що сам він мав зовнішність собаки. Також мав списа, кінчик якого при звертанні з питаннями до бога починав тремтіти. Існували монети із зображенням Адрана і його собак.
Діодор Сицилійський стверджував, що 400 року до н. е. Діонісій I Сиракузький заснував місто на схилах Етни, недалеко від знаменитого храму, і називав його Адраноном. Плутарх засвідчив, що культ Адрана поширився по всій Сицилії. Головним місцем залишалась Адрано. Дружиною його була німфа Етна, яка народила від нього двох паліків — духів сірчаних джерел. Але також їх часто вважають дітьми Гефеста і Етни, а може й Зевса і Талії.
В еллінізованій версії міфу Адран — вогненний демон, якого Гефест вигнав з гори Етна.